# 新宿区立落合中学校
新宿区立落合中学校（しんじゅくくりつおちあいちゅうがっこう）は、
東京都新宿区下落合にある公立中学校。「落中」（おちちゅう）などと略されている

## 概要
学校周辺には、おとめ山公園の森をはじめ緑が多く残る閑静な住宅街が広がる。1993年完成の新校舎は、教育施設などを数多く手がける建築家船越徹の設計によるもので区立中学校らしからぬ外観となっている。通称は「落中」（おちちゅう）。

## 沿革
- 1947年4月1日 - 新宿区立落合中学校として設立される。
- 1958年3月17日 - 校歌制定発表会挙行
- 1993年3月31日 - 新校舎完成

## 教育目標
21世紀に生きるにふさわしい調和と統一のとれた人格の完成をめざし、
集団生活を通して心身の健康を図り、 友情を培い、生きる力をはぐくみ、
豊かな学業生活に専念する人を育成する。
- たくましい心と身体を持った人
- 勤労と助け合いの喜びを知る人
- 自分から進んで考える人

そして、平成29年度からは、新しい教育目標として、
- 自ら学ぶ
- 思いやる
- やり通す

の3つを掲げている

## 学校行事
- 入学式
- 前期生徒総会
- 1年移動教室
- 運動会
- 3年修学旅行
- 落中発表会
- 後期生徒総会
- 2年スキー教室
- 卒業式

## 生徒会活動
- 生徒総会
  - 生徒会本部
  - 中央委員会
  - 選挙管理委員会
    - 学年委員会
      - 1年学年委員会
      - 2年学年委員会
      - 3年学年委員会

    - 専門委員会
      - 生活委員会
      - 美化委員会
      - 放送委員会
      - 図書委員会
      - 保健委員会
      - 給食委員会

## 部活動
- 運動部
  - サッカー
  - ソフトテニス
  - 陸上
  - 女子バレーボール
  - バスケットボール
  - 卓球
- 文化部
  - 生物
  - 茶道
  - ウィンドアンサンブル
  - 美術
  - (映画)
  - (読書)

なお、映画部、読書部は現在廃部となっている

## 交通
- JR東日本 山手線 目白駅より徒歩13分
- JR東日本 山手線 高田馬場駅より徒歩13分
- 西武鉄道 西武新宿線 下落合駅より徒歩13分

## 著名な出身者
- 津野海太郎（1954年卒、演出家、編集者、和光大学芸術学部教授）
- 麻生圭子（1973年卒、エッセイスト、作詞家）
- 森永卓郎（1973年卒、経済アナリスト、獨協大学経済学部教授）
- 岡本健一（1985年卒、俳優・アイドル歌手）
- 小林桂（1995年卒、ジャズ・ボーカリスト）
- 小野雅道（年卒、小野測器元社長、現会長）